# Effectif des équipes au Championnat d'Afrique de football 2022
 (janvier 2023).
Si vous disposez d'ouvrages ou d'articles de référence ou si vous connaissez des sites web de qualité traitant du thème abordé ici, merci de compléter l'article en donnant les références utiles à sa vérifiabilité et en les liant à la section « Notes et références ».
Cette page contient la liste de toutes les équipes et leurs joueurs participant à la phase finale du Championnat d'Afrique des nations de football 2022 en Algérie. Le nombre de joueurs sélectionnés est limité à 28.

## Effectifs

### Groupe A

#### Algérie
Les 28 joueurs sélectionnés pour disputer le CHAN 2022 sont :
| Numéro / Nom       | Numéro / Nom         | Club            | Date de naissance et âge*  | J.              | Buts            |                 |                 |                 |
| Gardiens de but    | Gardiens de but      | Gardiens de but | Gardiens de but            | Gardiens de but | Gardiens de but | Gardiens de but | Gardiens de but | Gardiens de but |
| ------------------ | -------------------- | --------------- | -------------------------- | --------------- | --------------- | --------------- | --------------- | --------------- |
| 01                 | Farid Chaâl          | MC Alger        | 3 juillet 1994 (28 ans)    | 2               | 0               | 0               | 0               | 0               |
| 16                 | Alexis Guendouz      | CR Belouizdad   | 26 janvier 1996 (26 ans)   | 5               | 0               | 0               | 0               | 1               |
| 23                 | Chamseddine Rahmani  | CS Constantine  | 15 octobre 1990 (32 ans)   | 0               | 0               | 0               | 0               | 0               |
| Défenseurs         |                      |                 |                            |                 |                 |                 |                 |                 |
| 02                 | Chouaïb Keddad       | CR Belouizdad   | 25 juillet 1994 (28 ans)   | 5               | 0               | 1               | 0               | 0               |
| 03                 | Hocine Dehiri        | Paradou AC      | 16 septembre 2000 (22 ans) | 1               | 1               | 0               | 0               | 0               |
| 05                 | Ayoub Abdellaoui     | MC Alger        | 16 février 1993 (29 ans)   | 5               | 1               | 0               | 0               | 0               |
| 15                 | Zineddine Belaïd     | USM Alger       | 20 mars 1999 (23 ans)      | 6               | 0               | 1               | 0               | 0               |
| 19                 | Ayoub Ghezala        | MC Alger        | 6 décembre 1995 (27 ans)   | 4               | 0               | 0               | 0               | 0               |
| 21                 | Youcef Laouafi       | CR Belouizdad   | 1er mars 1996 (26 ans)     | 5               | 0               | 1               | 0               | 0               |
| 22                 | Mokhtar Belkhiter    | CR Belouizdad   | 15 janvier 1992 (30 ans)   | 5               | 0               | 0               | 0               | 0               |
| 24                 | Saâdi Radouani       | USM Alger       | 18 mars 1995 (27 ans)      | 2               | 0               | 0               | 0               | 0               |
| 26                 | Haïthem Loucif       | USM Alger       | 8 juillet 1996 (26 ans)    | 0               | 0               | 0               | 0               | 0               |
| 28                 | Houari Baouche       | USM Alger       | 24 décembre 1995 (27 ans)  | 4               | 0               | 0               | 0               | 0               |
| Milieux de terrain |                      |                 |                            |                 |                 |                 |                 |                 |
| 04                 | Akram Djahnit        | USM Alger       | 3 avril 1991 (31 ans)      | 2               | 0               | 0               | 0               | 0               |
| 06                 | Ahmed Kendouci       | ES Sétif        | 22 juin 1999 (23 ans)      | 5               | 0               | 1               | 0               | 0               |
| 08                 | Zakaria Draoui       | CR Belouizdad   | 20 février 1994 (28 ans)   | 6               | 0               | 0               | 0               | 0               |
| 11                 | Oussama Chita        | USM Alger       | 31 octobre 1996 (26 ans)   | 1               | 0               | 0               | 0               | 0               |
| 12                 | Islam Bakir          | CR Belouizdad   | 13 juillet 1996 (26 ans)   | 2               | 0               | 0               | 0               | 0               |
| 14                 | Houssem Mrezigue     | CR Belouizdad   | 23 mars 2000 (22 ans)      | 6               | 0               | 2               | 0               | 0               |
| 27                 | Mohamed Ait El Hadj  | USM Alger       | 22 mars 2002 (20 ans)      | 1               | 0               | 0               | 0               | 0               |
| Attaquants         |                      |                 |                            |                 |                 |                 |                 |                 |
| 07                 | Abderrahmane Meziane | USM Alger       | 4 mars 1994 (28 ans)       | 5               | 0               | 1               | 0               | 0               |
| 09                 | Karim Aribi          | CR Belouizdad   | 24 juin 1994 (28 ans)      | 2               | 0               | 1               | 0               | 0               |
| 10                 | Fethi Tahar          | MC Alger        | 22 janvier 1994 (28 ans)   | 2               | 0               | 0               | 0               | 0               |
| 13                 | Islam Belkhir        | CR Belouizdad   | 16 mars 2001 (21 ans)      | 2               | 0               | 1               | 0               | 0               |
| 17                 | Aziz Lahmeri         | JS Saoura       | 28 mai 1996 (26 ans)       | 2               | 0               | 0               | 0               | 0               |
| 18                 | Aymen Mahious        | USM Alger       | 15 septembre 1997 (25 ans) | 6               | 5               | 2               | 0               | 0               |
| 20                 | Sofiane Bayazid      | USM Khenchela   | 16 novembre 1996 (26 ans)  | 3               | 1               | 0               | 0               | 0               |
| 25                 | Chouaïb Debbih       | MC Alger        | 1er janvier 1993 (30 ans)  | 1               | 0               | 0               | 0               | 0               |
| Sélectionneur      |                      |                 |                            |                 |                 |                 |                 |                 |
|                    | Madjid Bougherra     |                 | 7 octobre 1982 (40 ans)    |                 |                 |                 |                 |                 |

* NB : Les âges sont calculés au début du CHAN 2022, le 13 janvier 2023.

#### Libye
Les 26 joueurs sélectionnés pour disputer le CHAN 2022 sont:
| Numéro | Prénom et Nom        |
| ------ | -------------------- |
| 1      | Muad Allafi          |
| 2      | Anas Abd Alraheem    |
| 3      | Suliman Aboul Qassim |
| 4      | Ali Almusrati        |
| 5      | Mustafa Hamza        |
| 6      | Aboulqassim Rajab    |
| 7      | Ahmed Ekrawa         |
| 8      | Mansour Makkari      |
| 9      | Saleh Saeid          |
| 10     | Omar Alkhaja         |
| 11     | Amer Muftah          |
| 12     | Murad Alwuheeshi     |
| 13     | Mohamed Abdussalam   |
| 14     | Ali Ramadhan Ali     |
| 15     | Mahmoud Okashah      |
| 16     | Suhaib Shafshuf      |
| 17     | Ali Abu Arqoub       |
| 18     | Abdulati Alabasi     |
| 19     | Muad Eisay           |
| 20     | Anias Saltou         |
| 21     | Jaefar Jaboudah      |
| 22     | Moaad Al Ageli       |
| 23     | Muayid Judour        |
| 24     | Osamah Alshareef     |
| 25     | Mohammed Alhaddaj    |
| 26     | Miftah Altaeb        |

#### Éthiopie
Les 26 joueurs sélectionnés pour disputer le CHAN 2022 sont:
| Numéro | Prénom et Nom      |
| ------ | ------------------ |
| 1      | Bereket Kidanu     |
| 2      | Suleman Suleman    |
| 3      | Mesud Mussa        |
| 4      | Mignot Dada        |
| 5      | Milion Abicho      |
| 6      | Gathuoch Yiech     |
| 7      | Chernet Beshah     |
| 8      | Kenean Maleko      |
| 9      | Yigezu Asnake      |
| 10     | Beneyam Demte      |
| 11     | Amanuael Aregawi   |
| 12     | Yihun Zewide       |
| 13     | Chuol Gatkuoth     |
| 14     | Duresa Godana      |
| 15     | Aschalew Seyoum    |
| 16     | Fetuden Ale        |
| 17     | kitika Ojulu       |
| 18     | Wondimagegn Bunaro |
| 19     | Fuad Abdo          |
| 20     | Remdan Mohammed    |
| 21     | Alelgn Haile       |
| 22     | Baharu Regasa      |
| 23     | Fasil Weldegebriel |
| 24     | Alembirhan Azanaw  |
| 25     | Gezahegn Densa     |
| 26     | Birhanu Gatiso     |

#### Mozambique
Les 25 joueurs sélectionnés pour disputer le CHAN 2022 sont:
| Numéro | Prénom et Nom      |
| ------ | ------------------ |
| 1      | Fasistencio Joao   |
| 2      | Infren Matola      |
| 3      | Fernando Macaime   |
| 4      | Danilo Muze        |
| 5      | Feliciano Jone     |
| 6      | Amade Momade       |
| 7      | Nelson Divrassone  |
| 8      | Joao Bonde         |
| 9      | Melque Alexandre   |
| 10     | Isac Decarvalho    |
| 11     | Melven Choi        |
| 12     | Victor Guambe      |
| 13     | Martinho Thauzene  |
| 14     | Francisco Muchanga |
| 15     | Domingos Macandza  |
| 16     | Stelio Ernesto     |
| 17     | Dario Melo         |
| 18     | Bheu Januario      |
| 19     | Pachoio Ha King    |
| 20     | Ailton Macuacua    |
| 21     | Saddan Guambe      |
| 22     | Ivane Urrubal      |
| 23     | Shaquille Nangy    |
| 31     | Ernan Siluane      |
| 33     | Dayo Antonio       |

### Groupe B

#### RD Congo
Les 28 joueurs sélectionnés pour disputer le CHAN 2022 sont:
| Numéro | Prénom et Nom       |
| ------ | ------------------- |
| 1      | Herve Lomboto       |
| 2      | Issama Djos         |
| 3      | Boka Issaka         |
| 4      | Guy Magema          |
| 5      | Ikoyo Iyembe        |
| 6      | Peter Zilu          |
| 7      | Phillippes Kinzumbi |
| 8      | Merveille Wamba     |
| 9      | Jean Mundele        |
| 10     | Elie Nkibisawala    |
| 11     | Jonathan Kapela     |
| 12     | Ernest Nsita        |
| 13     | Charve Onoya        |
| 14     | Saoule Simbi        |
| 15     | Obed Mukokiani      |
| 16     | Siadi Baggio        |
| 17     | Emmanuel Lobota     |
| 18     | Kevin Zatu          |
| 19     | Adam Nzali          |
| 20     | Benjamin Bantu      |
| 21     | Maxi Nzengeli       |
| 22     | Mira Kalonji        |
| 23     | Yves Kisanga        |
| 24     | Soze Soze           |
| 25     | Bernard Kalaba      |
| 26     | Fortuna Sacre       |
| 27     | Miche Miche         |
| 28     | Arnold Mampadi      |

#### Ouganda
Les 25 joueurs sélectionnés pour disputer le CHAN 2022 sont:
| Numéro | Prénom et Nom     |
| ------ | ----------------- |
| 1      | Alionzi Legason   |
| 2      | James Begisa      |
| 3      | Najib Yiga        |
| 4      | Kenneth Semakula  |
| 5      | Hilary Mukundane  |
| 6      | Sentamu Siraje    |
| 7      | Rogers Mato       |
| 8      | Nelson Senkantuka |
| 9      | Frank Ssebufu     |
| 10     | Mutyaba Travis    |
| 11     | Ibrahim Orit      |
| 12     | Isa Mubiru        |
| 13     | Milton Karisa     |
| 14     | Bright Anukani    |
| 15     | Joseph Marvin     |
| 16     | Moses Aliro       |
| 17     | Fred Gift         |
| 18     | Joel Mutakubwa    |
| 19     | Jack Komakech     |
| 20     | Ashraf Mandela    |
| 21     | Derrick Ndahiro   |
| 22     | Ssematimba Titus  |
| 23     | Moses Ndhondhi    |
| 24     | Geofrey Wasswa    |
| 25     | Abdu Watambala    |

#### Côte d’Ivoire
Les 25 joueurs sélectionnés pour disputer le CHAN 2022 sont:
| Numéro | Prénom et Nom        |
| ------ | -------------------- |
| 1      | Ayayi Folly          |
| 2      | Kouassi Yao          |
| 3      | Alpha Sidibe         |
| 4      | Mahan Goua           |
| 5      | Traore Issif         |
| 6      | Mohamed Zougrana     |
| 7      | Sidiki Mohamed       |
| 8      | Pacome Zouzoua       |
| 9      | Sankara Karamoko     |
| 10     | Anicet Oura          |
| 11     | Abdramane Konate     |
| 12     | Souleymane Coulibaly |
| 13     | Kagnon-Nin Guei      |
| 14     | Aubin Kramo          |
| 15     | Constant Wayou       |
| 16     | Alimi Diakite        |
| 17     | Koffi Ande           |
| 18     | Serge Badjo          |
| 19     | Essis Aka            |
| 20     | Vignon Ouotro        |
| 21     | Aziz Abdoul          |
| 22     | Salifou Diarrassouba |
| 23     | Drissa Bamba         |
| 24     | Dognimin Ouattara    |
| 25     | Moise Gbai           |

#### Sénégal
Les 23 joueurs sélectionnés pour disputer le CHAN 2022 sont:
| Numéro | Prénom et Nom        |
| ------ | -------------------- |
| 1      | Pape Dieng           |
| 2      | Abdoulaye Diedhiou   |
| 3      | Ousmane Diouf        |
| 4      | Mamadou Sané         |
| 5      | Lamine Camara        |
| 6      | Ousmane Kane         |
| 7      | Cheikh Diouf         |
| 8      | Moussa Sogue         |
| 9      | Raymond Ndour        |
| 10     | Pape Amadou Diallo   |
| 11     | Malick Mbaye         |
| 12     | Cheikh Sidibe        |
| 13     | Mame Ngom            |
| 14     | Moussa Ndiaye        |
| 15     | Mélo Ndiaye          |
| 16     | Alioune Badara Faty  |
| 17     | Serigne Moctar Koïta |
| 18     | Moutarou Baldé       |
| 19     | Djibril Diarra       |
| 20     | Elimane Cisse        |
| 21     | Moussa Kante         |
| 22     | Cheikhou Ndiaye      |
| 23     | Pape Mamadou Sy      |

### Groupe C

#### Soudan
Les 28 joueurs sélectionnés pour disputer le CHAN 2022 sont:
| Numéro | Prénom et Nom         |
| ------ | --------------------- |
| 1      | Ali Aboeshren         |
| 2      | Ahmed Ahmed           |
| 3      | Elsadig Hassan        |
| 4      | Amjad Ismail          |
| 5      | Hamza Zakaria         |
| 6      | Al-Gozoli Nooh        |
| 7      | Siddig Gahdia         |
| 8      | Abdelrazig Omer       |
| 9      | Yasir Mohamed         |
| 10     | Mohamed Yousif        |
| 11     | Waleed Hamid          |
| 12     | Mustafa Mohammed      |
| 13     | Awad Gadin            |
| 14     | Musab Mohamed         |
| 15     | Elsamani Saadeldin    |
| 16     | Mohamed Mohamed       |
| 17     | Salah Eldin Al Hassan |
| 18     | Elfatih Gadalla       |
| 19     | Salaheldin Nemer      |
| 20     | Mwafag Salih          |
| 21     | Mohamed Hegleg        |
| 22     | Walieldin Safour      |
| 23     | Mazin Mohamed         |
| 24     | Ali Ali               |
| 25     | Moaiad Maki           |
| 26     | Ayman Yagoub          |
| 28     | Amar Tayfour          |
| 30     | Abdalla Mohamed       |

#### Madagascar
Les 24 joueurs sélectionnés pour disputer le CHAN 2022 sont:
| Numéro | Prénom et Nom             |
| ------ | ------------------------- |
| 1      | A. Andoniaina             |
| 2      | A. Soloniaina             |
| 3      | T. Randrianiaina          |
| 4      | L. Randrianisondrotra     |
| 5      | S. Razafindrabearimihanta |
| 6      | R. Andriamanjato          |
| 7      | S. Razafindranaivo        |
| 8      | L. Rafanomezantsoa        |
| 9      | F. Rakotobearimalala      |
| 10     | A. Andrianarimanana       |
| 11     | O. Hasinirina             |
| 12     | M. Ravelomanantsoa        |
| 13     | T. Randriatsiferana       |
| 14     | J. Rakotonirina           |
| 15     | P. Rakotoarisoa           |
| 16     | Z. Rakotohasimbola        |
| 17     | T. Rabarijaona            |
| 18     | N. Randriamanampisoa      |
| 19     | T. Randrianarijaona       |
| 20     | J. Razafindrakoto         |
| 21     | J. Rakotoarisoa           |
| 22     | A. Andrianavalona         |
| 23     | A. Rajomazandry           |
| 24     | R. Andrianinosy           |

#### Ghana
Les 27 joueurs sélectionnés pour disputer le CHAN 2022 sont:
| Numéro | Prénom et Nom         |
| ------ | --------------------- |
| 1      | Stephen Odai Kwaku    |
| 2      | Augustine Randolf     |
| 3      | Benjamin Abaidoo      |
| 4      | Solomon Adomako       |
| 5      | Konadu Yiadom         |
| 6      | Kwame Otu             |
| 7      | Sylvester Simba       |
| 8      | David Abagna          |
| 9      | Dennis Nkrumah-Korsah |
| 10     | Jonah Attuquaye       |
| 11     | Gladson Awako         |
| 12     | Augustine Agyapong    |
| 13     | Dominic Nsobila       |
| 14     | Sherif Mohammed       |
| 15     | Henry Ansu            |
| 16     | Danlad Ibrahim        |
| 17     | Augustine Boakye      |
| 18     | Daniel Barnieh        |
| 19     | Abdul Yusif           |
| 20     | Maxwell Arthur        |
| 21     | Razak Kasim           |
| 22     | William Essu          |
| 23     | Kofi Kordzi           |
| 24     | Seidu Suraj           |
| 25     | Kwadwo Addai          |
| 27     | Caleb Amankwah        |
| 28     | Amos Acheampong       |

### Groupe D

#### Mali
Les 26 joueurs sélectionnés pour disputer le CHAN 2022 sont:
| Numéro | Prénom et Nom        |
| ------ | -------------------- |
| 1      | Germain Berthé       |
| 2      | Ismael Bamba         |
| 3      | Ousmane Diallo       |
| 4      | Yoro Diaby           |
| 5      | Emile Kone           |
| 6      | Makan Samabaly       |
| 7      | Ousmane Coulibaly    |
| 8      | Aly Desse Sissoko    |
| 9      | Moussa Koné          |
| 10     | Hamidou Sinayoko     |
| 11     | Ibrahim Sidibé       |
| 12     | Souleymane Coulibaly |
| 13     | Bangaly Barou Sanogo |
| 14     | Fady Coulibaly       |
| 15     | Mamadou Doumbia      |
| 16     | Aboubacar Doumbia    |
| 17     | Ahmed Diomande       |
| 18     | Cheickna Diakité     |
| 19     | Moussa Coulibaly     |
| 20     | Nankoma Keita        |
| 21     | Djibril Coulibaly    |
| 22     | N'Golo Traoré        |
| 23     | Cheick Keita         |
| 24     | Oumar Camara         |
| 25     | Moctar Cisse         |
| 26     | Sada Diallo          |

#### Angola
| Numéro | Prénom et Nom       |
| ------ | ------------------- |
| 1      | Hugo Marques        |
| 2      | Kibeixa             |
| 3      | Domingos Razão      |
| 4      | Além                |
| 5      | Joaquim Balanga     |
| 6      | Manuel Keliano      |
| 7      | Gilberto            |
| 8      | Paízo               |
| 9      | Depú                |
| 10     | Pedro Pessoa Miguel |
| 11     | Jaredi Teixeira     |
| 12     | Sambambi            |
| 13     | Augusto Carneiro    |
| 14     | Jô Paciencia        |
| 15     | Lulas               |
| 16     | Higino              |
| 17     | Bito                |
| 18     | Herenilson          |
| 19     | Julinho             |
| 20     | Lépua               |
| 21     | Eddie Afonso        |
| 22     | Adilson da Cruz     |
| 23     | Victoriano          |
| 24     | Ganga               |
| 25     | Hossi               |

#### Mauritanie
Les 25 joueurs sélectionnés pour disputer le CHAN 2022 sont:
| Numéro | Prénom et Nom                 |
| ------ | ----------------------------- |
| 1      | M'Backé N'Diaye               |
| 2      | Soukrana Mheimid              |
| 3      | Mohamedhen Beibou             |
| 4      | Nouh El Abd                   |
| 5      | Demini Saleck                 |
| 6      | Sidi El Abd                   |
| 7      | Mamadou Sy                    |
| 8      | Mouhsine Bodda                |
| 9      | Hemeya Tanjy                  |
| 10     | Bessam                        |
| 11     | Moulaye Mhamed Moulaye Idriss |
| 12     | El Mokhtar Bilal              |
| 13     | Thierno Ba                    |
| 14     | Mohamed Dellahi Yali          |
| 15     | Demba Trawré                  |
| 16     | Namori Diaw                   |
| 17     | Sidi Abdoullah Touda          |
| 18     | Mouhamed Lejouade             |
| 19     | Sidi Eddey                    |
| 20     | Yassin El Welly               |
| 21     | Mohamed Dah                   |
| 22     | Mahmoud Mbodj                 |
| 23     | Sidi Bouna Amar               |
| 24     | Yacoub Sidi Ethmane           |
| 25     | Mahmoud El Hassan             |

### Groupe E

#### Cameroun
| Numéro | Prénom et Nom         |
| ------ | --------------------- |
| 1      | Patrick Lionel Kibyen |
| 2      | Jerome Ngom Mbekeli   |
| 3      | Yves Alain Moukoko    |
| 4      | Bawak Thomas Etta     |
| 5      | Donatien Tchami       |
| 6      | Che Malone            |
| 7      | Guy Eyike             |
| 8      | Arthur Avon           |
| 9      | Emmanuel Beken        |
| 10     | Valentin Beo Batto    |
| 11     | Kemajou Dibami        |
| 12     | Ibrahim Abba          |
| 13     | Djawal Kaiba          |
| 14     | Ramses Nguimzeu       |
| 15     | Harisson Djonkep      |
| 16     | Jourdain Mbaynassem   |
| 17     | Cedrick Martial Zemba |
| 18     | Saidou Ibrahim        |
| 19     | Louiz Mbah            |
| 20     | Houzaifi Youssoufa    |
| 21     | Prince Junior Sime    |
| 22     | Joseph Iyendjock      |
| 23     | Marcelin Mbahbi       |
| 24     | Joel Patten           |
| 25     | Roche Foning          |

#### Congo
| Numéro | Prénom et Nom          |
| ------ | ---------------------- |
| 1      | Giscard Mavoungou      |
| 2      | Verold Dzaba           |
| 3      | Hernest Bryock Malonga |
| 4      | Julfrin Ondongo        |
| 5      | Carol Bakoua           |
| 6      | Joseph Mbangou         |
| 7      | Exaucé Nzahou          |
| 8      | Hardy Binguila         |
| 9      | Déo Bassinga           |
| 10     | Prince Obongo          |
| 11     | Domi Massoumou         |
| 12     | Audavy Kibama          |
| 13     | Junior Elenga          |
| 14     | Faria Ondongo          |
| 15     | Janard Mbemba          |
| 16     | Chansel Massa Mohikola |
| 17     | Droctia Amboulou       |
| 18     | Borel Tomandzoto       |
| 19     | Luifrid Lessomo        |
| 20     | Kader Bidimbou         |
| 21     | Prince Ilendo          |
| 22     | Japhet Mankou          |
| 23     | Pavelh Ndzila          |
| 24     | Love Bissila           |
| 25     | Arnauvy Mombouli       |
| 26     | Kivouvou Christ        |

#### Niger
| Numéro | Prénom et Nom            |
| ------ | ------------------------ |
| 1      | Yahaya Mainassara Babari |
| 2      | Adamou Djibo             |
| 3      | Ismael Souley            |
| 4      | Ibrahim Oumarou          |
| 5      | Abdoul Adamou Garba      |
| 6      | Abdoul Kassali           |
| 7      | Yacine Wa Massamba       |
| 8      | Moussa Kassa Moudou      |
| 9      | Abdoul Aziz Ibrahim      |
| 10     | Mossi Issa Moussa        |
| 11     | Boubacar Hainikoye       |
| 12     | Ousseini Badamassi       |
| 13     | Mahamadou Ibrahim        |
| 14     | Imarana Seyni            |
| 15     | Boureima Katakoré        |
| 16     | Issiaka Kanta            |
| 17     | Mohamed Idrissa Karimou  |
| 18     | Bilyamine Moussa         |
| 19     |                          |
| 20     | Faysal Abdoulaye         |
| 21     | Ziyad El-Jaouni          |
| 22     | Mahamadou Djibo          |
| 23     | Kader Aboubacar          |
| 24     | Marouf Salissou          |
| 25     | Laouali Salaou           |
| 26     | Alhabib Hassane          |